# Hunter Killer
Hunter Killer is een Amerikaanse actie-thriller uit 2018, geregisseerd door Donovan Marsh. De film is gebaseerd op de roman Firing Point uit 2012 van Don Keith en George Wallace, met hoofdrollen vertolkt door Gerard Butler, Gary Oldman, Common, Caroline Goodall en Michael Nyqvist in een van zijn laatste rollen.

## Verhaal
Een corrupte Russische generaal pleegt een militaire staatsgreep en neemt de nieuw gekozen president van Rusland gevangen. Na een aanslag op een Amerikaanse onderzeeër in Russische wateren, komt commandant Joe Glass in actie om een derde Wereldoorlog te voorkomen. Hiervoor moet hij de Russische president redden. Om dit doel te bereiken moet Joe met zijn onderzeeër zonder navigatie een levensgevaarlijk gebied doordringen met ontelbaar veel mijnen.

## Rolverdeling
| Acteur              | Personage                          |
| ------------------- | ---------------------------------- |
| Gerard Butler       | Commandant Joe Glass               |
| Gary Oldman         | Admiraal Charles Donnegan          |
| Common              | Admiraal John Fisk                 |
| Caroline Goodall    | President Ilene Dover              |
| Michael Nyqvist     | Kapitein Sergei Andropov           |
| Ilia Volok          | Kapitein Vladimir Sutrev           |
| Alexander Diachenko | President Zakarin                  |
| Mikhail Gorevoy     | Minister van Defensie Dmitri Durov |
| Toby Stephens       | Luitenant Bill Beaman              |
| Linda Cardellini    | NSA-analiste Jayne Norquist        |
| Adam James          | Kapitein Forbes                    |